# ستوپ
ستوپ (به صربی: Stup) یک منطقهٔ مسکونی در صربستان است که در سینیتسا واقع شده‌است. ستوپ ۱۹۳ نفر جمعیت دارد.